# Takahe północny
Takahe północny (w jęz. maoryskim: mōho) (Porphyrio mantelli) – gatunek wymarłego ptaka z rodziny chruścieli (Rallidae), zamieszkujący niegdyś endemicznie Wyspę Północną w Nowej Zelandii. Nazwę gatunkową mantelli nadano na cześć angielskiego przyrodnika, który pierwszy trafił na ślad nieznanego ptaka, Waltera Mantella.

## Opis
Takahe północny był nielotem, znanym jedynie ze szczątków kopalnych i z jednego, przypuszczalnego notowania (jeden osobnik miał być wtedy schwytany) z 1894 r. (Williams, 1960; Phillipps, 1959). Jednak nie ma żadnych dowodów tego zdarzenia.
W roku 1847 Walter Mantell, syn znanego paleontologa Gideona Mantella, w trakcie poszukiwań na Wyspie Północnej śladów wymarłego ptaka moa, natrafił w pobliżu miejscowości Waingongoro w regionie Taranaki na niekompletną czaszkę dużego ptaka. Mantell już kilkakrotnie słyszał od tubylców o mieszkańcu terenów podmokłych, nielatającym ptaku moho, którego mięso uważali oni za przysmak. Według ich relacji ptak ten, na skutek polowań, prawdopodobnie już wyginął. Według innych relacji miejscowi Maorysi często widywali ptaka „o niebieskim upierzeniu, wyglądem przypominającego Pūkeko” (Phillipps, 1959). W języku maoryskim Pūkeko to modrzyk ciemny (Porphyrio porphyrio melanotus) – podgatunek modrzyka zwyczajnego (Porphyrio porphyrio).
Martell przesłał czaszkę ptaka do Londynu, gdzie profesor Richard Owen uznał ją za szczątki nieznanego dotychczas gatunku chruścieli, który na cześć odkrywcy nazwał wówczas Notornis mantelli.
Szczątki kopalne, które posłużyły Owenowi do opisania gatunku, obecnie znajdują się w Muzeum Historii Naturalnej w Londynie.
Ekologia tego ptaka jest słabo poznana ze względu na brak dokumentacji badawczej na jego temat.

## Przyczyny wymarcia
Zmniejszenie liczebności tego gatunku przypisuje się wkroczeniu lasu na tereny alpejskich łąk (jego naturalnego siedliska) w holocenie (Mills, 1984). Do zmniejszenia populacji i w konsekwencji wymarcia gatunku przyczynili się (poprzez polowania i niszczenie jego środowiska naturalnego pod uprawę ziemi) Maorysi, którzy pojawili się w Nowej Zelandii (najpierw na Wyspie Północnej) między IX a XIII w. n.e. (Beauchamp, Worthy, 1988).

## Systematyka
Systematyka rodzaju Porphyrio budzi wiele kontrowersji. Do niedawna takahe północny (Porphyrio mantelli) (gatunek wymarły) i takahe południowy (Porphyrio hochstetteri) (gatunek żyjący) uważane były za podgatunki jednego takahe (Porpyrio mantelli) i nazywano je kolejno: Porphyrio mantelli mantelli i Porphyrio mantelli hochstetteri. Wynika to z dwóch przyczyn. Po pierwsze oba ptaki są nielotami i są do siebie podobne, m.in. w budowie szkieletu i w wyglądzie zewnętrznym. Po drugie jeden z nich występował tylko na Wyspie Północnej, a drugi tylko na Wyspie Południowej w Nowej Zelandii. Dopiero z później odnalezionych szczątków wiadomo, że takahe z Wyspy Południowej zamieszkiwał również Wyspę Północną (Bunin i in., 1997). Na podstawie tych przesłanek uznano, że są to dwa podgatunki jednego gatunku Porphyrio mantelli. Jako że to właśnie ten gatunek opisano jako pierwszy (w 1848 r. opisał go Richard Owen), drugi – Porphyrio hochstetteri – w chwili opisania w 1898 r. Adolf Meyer zaklasyfikował go jako podgatunek pierwszego. Dopiero na podstawie badań S. A. Trewick (1996) udowodnił, że niezdolność do lotu u obu form wyewoluowała z różnych przodków i rozwiązał problem ich systematyki. Mimo tego oba gatunki są dzisiaj często mylone, najczęściej błędnie podaje się Porphyrio mantelli jako formę żyjącą (zagrożoną wyginięciem).